# Alan Wace
Alan John Bayard Wace (Cambridge, 13 de julho de 1879 - Atenas, 9 de novembro de 1957) foi um arqueólogo inglês. Wace foi educado na Escola Shrewsbury a no Pembroke College (Cambridge), ambas em Cambridge. Foi diretor da Escola Britânica de Atenas (1914-1923), Vice-Guarda do Departamento de Têxteis do Museu Victoria e Albert (1924-1934), o segundo professor Laurence da Universidade de Arqueologia Clássica de Cambridge (1934-1944) e professor da Universidade Farouk I no Egito (1943-1952).
Entre os projetos de campo de Wace estavam Esparta, Micenas (inclusive, se tornou a maior autoridade para falar a respeito), Troia, Tessália, Corinto e Alexandria. Junto com Carl Blegen, Wace realizou um trabalho importante na decifração de tabletes de Linear B.

## Trabalhos
- Prehistoric Thessaly (1912).
- The nomads of the Balkans : an account of life and customs among the Vlachs of northern Pindus (1913).
- Excavations at Mycenae (1923).
- Chamber tombs at Mycenae (1932).
- Mycenae, an Archaeological History and Guide (1949).
- A Companion to Homer (1962).
- The Marlborough Tapestries (reprinted 1968).